# Die falsche Fährte (2001)
Die falsche Fährte (Originaltitel: Villospår) ist der Auftakt einer Reihe von TV-Verfilmungen der Bestseller-Kriminalromane von Henning Mankell, die u. a. mit Die fünfte Frau, Mittsommermord und Die Brandmauer fortgesetzt wurde. Bei der Besetzung haben die Produzenten dem Wunsch Mankells – der hier auch am Drehbuch mitwirkte – entsprochen und Rolf Lassgård verpflichtet, der Wallander bereits in früheren Verfilmungen dargestellt hatte. Der Film aus dem Jahr 2001 basiert auf dem Roman Die falsche Fährte. Die Regie führte Leif Magnusson.
Die deutsche Fassung wurde 2001 vom ZDF synchronisiert und im Dezember desselben Jahres als Dreiteiler ausgestrahlt. Der Film ist die fünfte Wallander-Verfilmung, wobei die Verfilmungen von der Chronologie der Bücher abweichen, und erschien am 16. September 2002 als DVD-Version inklusive der Dokumentation Die Welten des Henning Mankell.
Eine weitere Verfilmung des Romans fand im Jahr 2008 unter dem Titel Kommissar Wallander: Die falsche Fährte mit Kenneth Branagh in der Hauptrolle statt.

## Handlung
Kommissar Kurt Wallander muss mit ansehen, wie sich ein Mädchen in einem Maisfeld verbrennt. Während er mit seinen Ermittlungen beginnt, wird ein ehemaliger Justizminister von einem Serienmörder getötet, weitere Morde folgen. Der Täter skalpiert seine Opfer und tritt stets in Indianer-Verkleidung auf. Wallander stößt schnell auf Verbindungen ins Rotlichtmilieu und in einen Sumpf aus Prostitution und Mädchenhandel, der seine Kreise bis in die obere schwedische Gesellschaft zieht. Zudem scheint auch Wallander persönlich in den Fall verwickelt zu sein.

## Kritik
Die Filmwebsite kino.de urteilte, Magnusson gelinge es mit „erheblicher Authentizität, die spezielle nordisch-melancholische Stimmung der Wallander-Bücher auf dem TV-Bildschirm umzusetzen“. Dabei würden auch die „Spannungsmomente nicht auf der Strecke“ bleiben. Gegenüber dem Buch hätten die Autoren „einige typische Charakterzüge der Mankellschen Buch-Erzählweise“ streichen müssen, während sie bei den Mordszenen „einen wohltuenden Mittelweg gefunden“ und „eher auf düster-atmosphärische Bilder als auf offensive Gewaltdarstellungen“ gesetzt hätten. Lassgard brilliere in der Rolle des „introvertiert-sensiblen Polizisten“.
Der Filmdienst meinte, Die falsche Fährte sei ein „dicht inszenierter, düsterer Kriminalfilm“, „dessen Serienheld Kurt Wallander anhand der ihm übertragenen Gewaltverbrechen resignierend den Zustand einer schwedischen Gesellschaft hinterfragt, die alle Konturen des Sozialstaats der 90er-Jahre verloren hat“.